# Bolitaena microcotyla
Bolitaena microcotyla är en bläckfiskart som beskrevs av Steenstrup in Hoyle 1886. Bolitaena microcotyla ingår i släktet Bolitaena och familjen Bolitaenidae. Inga underarter finns listade i Catalogue of Life.